# Hiéroglyphe égyptien O40
L'escalier, en hiéroglyphes égyptiens, est classifié dans la section O « Bâtiments, parties de bâtiments etc. » de la liste de Gardiner ; il y est noté O40.

## Représentation
Il représente un escalier. Il est translittéré rwdw ou ḫtyw. 

## Utilisation
| O40 | / | r | w | d | w | O40 · N33A |

| O40 | / | r | w | d | w | O40 · N33A |

| M3 · x · t | G4 | O40 | / | O40 |

| M3 · x · t | G4 | O40 | / | O40 |

C'est un déterminatif du champ lexical des escaliers et analogue (plateforme à degrés, terrain en terrasses…).
| O41 |

| O41 |

## Exemples de mots
| x · n | d | w | O40 |

| x · n | d | w | O40 |

| q | A | A | O40 |

| q | A | A | O40 |

| T | i | t | O40 |

| T | i | t | O40 |